# Коросташевський Ісаак Юхимович
Ісаак Юхимович Коросташевський (1892, місто Одеса — розстріляний 25 серпня 1938, місто Москва, Російська Федерація) — радянський діяч промисловості, начальник і військовий комісар Головного воєнно-інженерного управління РСЧА, начальник будівництва Всесоюзної сільськогосподарської виставки, член ВЦВК. Член Комісії радянського контролю при РНК СРСР у 1934—1938 роках.

## Життєпис
Народився в єврейській родині бухгалтера. У 1903 році закінчив початкоау школу, а в 1907 році — прогімназію в Одесі.
З липня 1907 по вересень 1909 року працював репетитором в Одесі. У вересні 1909 — березні 1911 року — кресляр Одеського морехідного училища.
У березні 1911 — липні 1913 року — технік Російського страхового товариства в Одесі.
У 1913 році закінчив середню електротехнічну школу Годзяцького в Одесі.
У липні 1913 — жовтні 1914 року — технік-електрик Одеської трамвайної станції.
У листопаді 1914 — жовтні 1915 року — технік-конструктор механічного заводу Краковчинського в Одесі.
У жовтні 1915 — березні 1916 року — рядовий 48-го запасного піхотного батальйону російської армії в Одесі.
У березні 1916 — червні 1917 року — технік-конструктор механічного заводу Краковчинського в Одесі.
Член РСДРП(б) з вересня 1916 року.
У липні — жовтні 1917 року — технік радіотехнічної майстерні в Одесі.
У жовтні 1917 — березні 1918 року — комендант 1-го Червоногвардійського електротехнічного батальйону, головний технічний комісар радіостанцій для «нагляду над усіма технічними установами, апаратами і службами радіотелеграфу в Петрограді і його околицях», представник Народного комісаріату військових і морських справ РРФСР у раді Центрального військово-технічного управління РСЧА.
У березні 1918 — лютому 1919 року — військовий комісар Головного воєнно-інженерного управління РСЧА в Москві. У лютому 1919 — квітні 1922 року — начальник і військовий комісар Головного воєнно-інженерного управління та технічних сил РСЧА в Москві.
У квітні 1922 — лютому 1923 року — голова правління державного тресту лісової промисловості Середньоволзького району «Середволголіс».
У лютому 1923 — листопаді 1924 року — член колегії Головного лісового комітету «Головліскому» і Комітету державних споруд Вищої ради народного господарства (ВРНГ) СРСР; інспектор інженерів РСЧА (з квітня по жовтень 1924 року); керівник вибухових робіт із викопування котловану на будівництві мавзолею Леніна в Москві.
У листопаді 1924 — серпні 1925 року — член президії Центральної спілки житлової кооперації РРФСР.
У серпні 1925 — травні 1928 року — заступник начальника, начальник Головного електротехнічного управління «Головелектро» ВРНГ СРСР. У 1927—1931 роках — член колегії Вищої ради народного господарства (ВРНГ) СРСР. У червні 1928 — серпні 1929 року — голова правління Всесоюзного об'єднання «Електроімпорт» та член президії Вищої ради народного господарства (ВРНГ) СРСР. З грудня 1929 року — член колегії Народного комісаріату земельних справ СРСР.
У листопаді 1932 — березні 1934 року — начальник Головного управління енергетичного господарства «Головенерго» та член колегії Народного комісаріату важкої промисловості СРСР, начальник Головного управління капітального будівництва Народного комісаріату важкої промисловості СРСР.
У березні 1934 — жовтні 1935 року — керівник групи електропромисловості і електростанцій Комісії радянського контролю при РНК СРСР.
У грудні 1935 — січні 1938 року — начальник будівництва Всесоюзної сільськогосподарської виставки і 2-й заступник голови Виставкового комітету Всесоюзної сільськогосподарської виставки.
19 січня 1938 року заарештований органами НКВС. Засуджений Воєнною колегією Верховного суду СРСР 25 серпня 1938 року до страти, розстріляний того ж дня. Похований на полігоні «Комунарка» біля Москви.
24 вересня 1955 року посмертно реабілітований. 24 серпня 1957 року відновлений в членах КПРС.